# Unité urbaine de Pont-à-Marcq
L'unité urbaine de Pont-à-Marcq est une ancienne unité urbaine française de l'aire urbaine de Lille centrée sur la commune de Pont-à-Marcq.

## Données globales
En 2010, selon l'Insee, l'unité urbaine de Pont-à-Marcq était composée de deux communes, toutes situées dans l'arrondissement de Lille, subdivision administrative du département du Nord.
Dans le zonage de 2020, les communes de Mérignies et Pont-à-Marcq font partie de l'unité urbaine de Templeuve-en-Pévèle.

## Délimitation de l'unité urbaine de 2010
En 2010, l'Insee a procédé à une révision des délimitations des unités urbaines  de la France; celle de Pont-à-Marcq est composée de deux communes.

### Communes
Liste des communes appartenant à l'unité urbaine de Pont-à-Marcq selon la nouvelle délimitation de 2010 et sa population municipale en 2010 (liste établie par ordre alphabétique) :
| Nom          | Code Insee | Statut | Superficie (km2) | Population (dernière pop. légale) | Densité (hab./km2) |
| ------------ | ---------- | ------ | ---------------- | --------------------------------- | ------------------ |
| Mérignies    | 59398      |        | 8,61             | 3 476 (2022)                      | 404                |
| Pont-à-Marcq | 59466      |        | 2,22             | 3 054 (2022)                      | 1 376              |

## Évolution démographique
L'évolution démographique ci-dessous concerne l'unité urbaine selon le périmètre défini en 2010.
| 1968  | 1975  | 1982  | 1990  | 1999  | 2006  | 2011  | 2016  |
| ----- | ----- | ----- | ----- | ----- | ----- | ----- | ----- |
| 2 355 | 2 729 | 3 402 | 3 636 | 4 170 | 4 606 | 5 234 | 5 893 |